# Cocentaina
Cocentaina és un municipi del País Valencià a la comarca del Comtat, de la qual és capital.
Ubicada entre la serra de Mariola i el riu Serpis, amb una població d'11.451 habitants (INE, 2021). Durant un temps, el nom oficial va ser Concentaina, en un intent de traducció al castellà.
Famosa per la Fira de Tots Sants, que fou creada el 1346 per privilegi reial de Pere III (Pere II de València) a Roger de Llúria. Celebra les seues festes patronals en honor de sant Hipòlit Màrtir el segon diumenge d'agost, amb festes de Moros i Cristians. També se celebra el 19 d'abril la Mare de Déu del Miracle.

## Història

### Prehistòria
Cocentaina ja va ser una ubicació important i estratègica en el Paleolític, neolític i en l'època preromana. A Cocentaina, se situen tres abrics amb pintures rupestres d'art esquemàtic: l'abric de l'Alberri, l'abric de la Paella i l'abric de la Penya Banyà. Declarats el 1998 Patrimoni de la Humanitat, junt amb altres abrics que conformen l'art rupestre de l'arc mediterrani de la península Ibèrica.
A Cocentaina es troben jaciments importants de la cultura ibèrica, com ara els de la Serreta, el Pic Negre, les Jovades, la Petxineta, el Terratge, la Tortea, la cova dels Coloms, etc., entre els quals destaca la Serreta, on es van trobar el plom de la Serreta d'Alcoi i la divinitat de la Serreta, entre d'altres.
Destaca la transformació del paisatge durant el Neolític.

### Edat Antiga
La cultura dels ibers hi tingué presència.

### Edat mitjana
A l'època de dominació musulmana, Qustantaniya va tornar a ser un important enclavament, tant en l'àmbit econòmic, agrícola, militar com administratiu. Així ho demostren diferents documents històrics i elements importants de l'arquitectura i urbanisme de la vila, com el raval, el castell (construït al segle X) i nombroses alqueries als voltants de Cocentaina.
El mateix Jaume I va conquerir la vila el 1245 i començà la repoblació cristiana, desplaçant els musulmans al raval i a les alqueries de vora el riu. Tant la vila principal com les alqueries circumdants (Atec, Benident, l'Alcúdia, Muro i Benimazuet o Beniasmet) foren repartides entre un grup de 62 pobladors, 23 dels quals han sigut identificats en el Llibre del repartiment (la resta són els seus companyons). De fet, s'ha pogut constatar l'origen de 6 d'eixos 23 pobladors: dos de Barcelona, dos de Saragossa, un de Navarra i un d'Osca.
En total, el Conqueridor feu un total de 14 donacions mitjançant les quals es repartiren 269 jovades. En deu ocasions, les donacions foren entregades de manera individual, i en quatre al cap d'una colla de companyons, el qual dividiria la terra entre ells. Es coneix molt bé la vida de la vila en el segle xiii perquè, a més del Llibre del repartiment, de manera bastant única -a Alcoi també passà-, s'han conservat íntegrament el Llibre de la Cort del justícia, que són totes les actes dels processos judicials conduïts pel justícia de la vila en aquella època.
El que es pot dir, però, del segle xiii, és que estigué marcat per la inestabilitat característica de les zones acabades de conquerir, amb importants revoltes protagonitzades pel cabdill Al-Azraq (1247 i 1275) que, precisament, és el que hui en dia celebren les festes de Moros i Cristians.
El 1304, la vila fou saquejada i incendiada per musulmans procedents de Granada, d'ací ve l'actual malnom de socarrats.
El primer comte de Cocentaina va ser el destacat almirall almogàver Roger de Llúria, el 1291, al qual, el seu nebot Pere III li va concedir el privilegi reial de la fira el 1346. Roger de Llúria va construir a Cocentaina el seu alcàsser, més conegut com el palau Comtal.

### Edat moderna

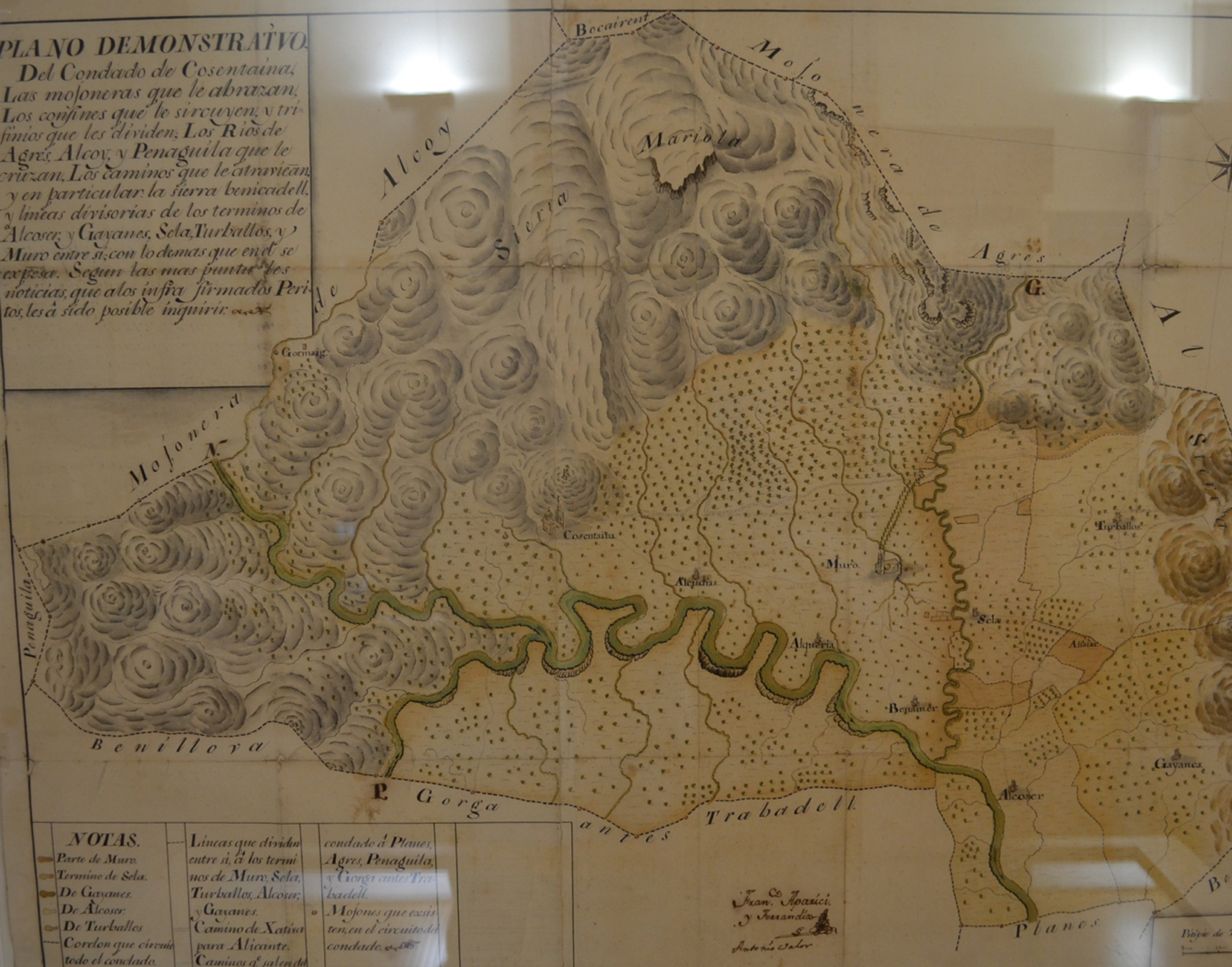
Mapa de 1778 del comtat de Cocentaina

Més endavant, el 1488, Ferran el Catòlic vengué la vila per 80.000 florins al militar Eximèn Peres Roís de Corella i de Santacoloma, al qual va concedir el títol de comte i tornà a concedir altre dret reial d'una altra fira, diferent de la ja concedida per Pere el Cerimoniós. La família Corella va reformar i ampliar el palau fins a donar-li la forma actual. Al segle xvii, Cocentaina va passar a mans dels Benavides.
Cocentaina va ser presa d'una gran depressió econòmica quan el 1609 es va produir l'expulsió dels moriscos. Aleshores, s'estima que Cocentaina tenia 2.000 cristians vells i 1.000 moriscos.

### Edat contemporània
A començaments del segle xviii, la seua recuperació econòmica era ja notable i, al llarg de la centúria, la vila no deixà de créixer, abastant prop de 6.000 habitants a principis del xix, moment en què la població passà a dependre dels ducs de Medinaceli (1805), que encara conserven el títol en l'actualitat. Durant els segles XVIII i xix, la superfície agrària dedicada al regadiu fou considerablement ampliada, consolidant un sistema de xicotetes i mitjanes explotacions que hi ha existit fins ara.
Cap a finals del segle xix, comença a sorgir a Cocentaina una tímida industrialització tèxtil induïda per Alcoi, pionera de la indústria existent en l'actualitat a la zona i que comprèn tèxtils, ciment, paper, calcer i cartonatges. Durant la dècada dels seixanta del segle actual, Cocentaina ha rebut un apreciable contingent d'immigrants castellans. A inicis de la dècada dels vuitanta, la seua població era de 9.669 habitants. En la darrera dècada, la població ha quedat estabilitzada al voltant dels 10.500 habitants.

## Economia

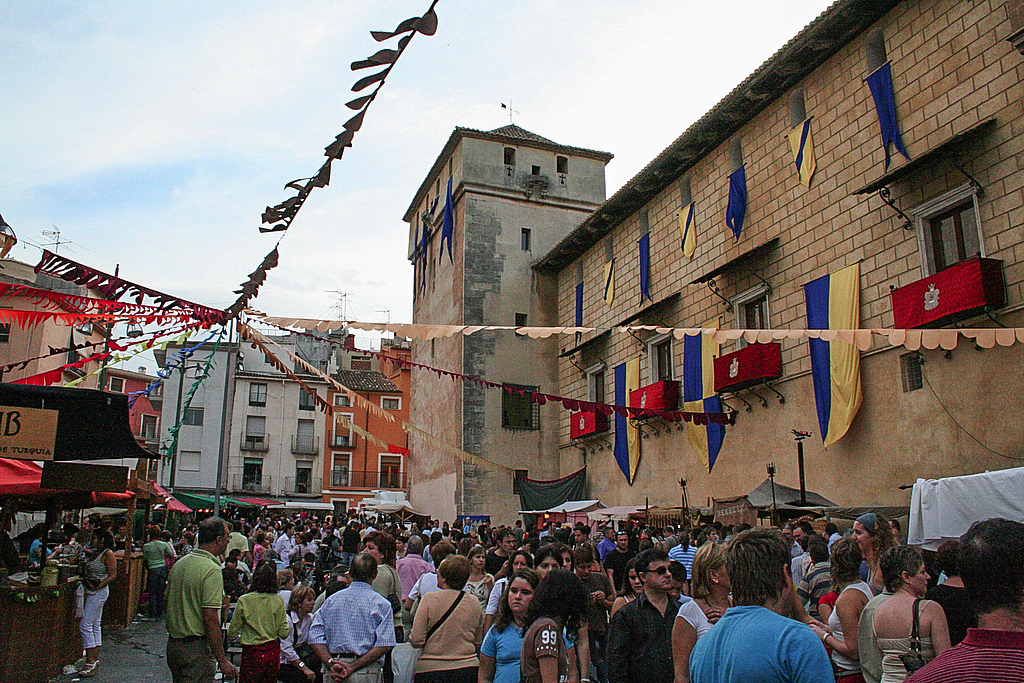
Fira de Tots Sants

En l'actualitat, Cocentaina és una població industrial, centrada en la indústria tèxtil en tots els seus àmbits, des de la filatura fins a l'exportació de matèria acabada. Cocentaina i Alcoi formen un dels nuclis tèxtils més importants de l'estat espanyol. La tradició industrial contestana ja ve de llarg. A principis de la revolució industrial, Cocentaina va arribar a ser un dels punts productors de calcer més importants de l'estat espanyol; però esta indústria va desaparéixer quasi per complet durant la Segona República i Guerra Civil espanyola. La principal via de comunicacions és la N-340, que connecta amb el sud amb Alcoi i amb el nord amb Muro. També disposa d'una estació de RENFE, de la línia de regionals Alcoi-Xàtiva-València, i diverses carreteres comarcals que donen servei a altres poblacions del Comtat. Cal destacar en l'apartat d'economia, la fira de Tots Sants, que atreu més de 400.000 persones cada any.

## Transports
L'estació de ferrocarril de Cocentaina pertany a la línia 47 de mitjana distància, coneguda com a València-Xàtiva-Alcoi.

## Demografia
| Evolució demogràfica (des de 1877) Censos de població | Evolució demogràfica (des de 1877) Censos de població | Evolució demogràfica (des de 1877) Censos de població |
| ----------------------------------------------------- | ----------------------------------------------------- | ----------------------------------------------------- |
|                                                       |                                                       |                                                       |
|                                                       |                                                       |                                                       |
|                                                       | Font: Institut Nacional d'Estadística                 |                                                       |

| Població | 10.468 | 10.496 | 10.567 | 10.673 | 10.907 | 10.992 | 11.143 | 11.209 | 11.383 | 11.467 | 11.534 | 11.601 | 11.591 | 11.558 |

## Política i govern

### Composició de la Corporació Municipal
El Ple de l'Ajuntament està format per 17 regidors. En les eleccions municipals de 2019 foren elegits 8 regidors del Partit Socialista del País Valencià (PSPV-PSOE), 3 del Col·lectiu 03820-Compromís per Cocentaina (Compromís), 3 del Partit Popular (PP), 2 de Ciutadans - Partit de la Ciutadania (Cs) i 1 d'Unides Podem-Esquerra Unida (Podem-EUPV).
| Eleccions municipals de 26 de maig de 2019 - Cocentaina |                                           |                                     |                                     |        |          |          |
| Candidatura | Candidatura                               | Candidatura                         | Cap de llista                       | Vots   | Vots     | Regidors |
| | Partit Socialista del País Valencià-PSOE  |                                     | Mireia Estepa Olcina                | 2.466  | 42,40%   | 8 (1)    |
| | Col·lectiu 03820-Compromís per Cocentaina |                                     | Jordi Pla Valor                     | 1.148  | 19,74%   | 3 (-1)   |
| | Partit Popular                            |                                     | Rafael Montava Molina               | 1.133  | 19,48%   | 3 (-1)   |
| | Ciutadans - Partit de la Ciutadania       |                                     | Juan José Moncunill                 | 625    | 10,75%   | 2 (+1)   |
| | Unides Podem-Esquerra Unida               |                                     | Eli Aleix Pérez                     | 391    | 6,72%    | 1 ()     |
| | Vots en blanc                             |                                     |                                     | 53     | 0,91%    |          |
| Total vots vàlids i regidors | Total vots vàlids i regidors              | Total vots vàlids i regidors        | Total vots vàlids i regidors        | 5.816  | 100 %    | 17       |
| | Vots nuls                                 | Vots nuls                           | Vots nuls                           | 66     | 1,12%    |          |
| Participació (vots vàlids més nuls) | Participació (vots vàlids més nuls)       | Participació (vots vàlids més nuls) | Participació (vots vàlids més nuls) | 5.882  | 70,71%** |          |
| Abstenció | Abstenció                                 | Abstenció                           | Abstenció                           | 2.614* | 29,29%** |          |
| Total cens electoral | Total cens electoral                      | Total cens electoral                | Total cens electoral                | 8.728* | 100 %**  |          |
| Alcaldessa: Mireia Estepa Olcina (PSPV) (15/06/2019) Per ser la llista més votada, després de no haver obtingut majoria absoluta dels regidors (8 vots de PSPV) |                                           |                                     |                                     |        |          |          |
| Fonts: Ministeri de l'Interior. Junta Electoral de la Zona d'Alcoi. Periòdic Ara (* No són vots sinó electors. ** Percentatge respecte del cens electoral.)     |                                           |                                     |                                     |        |          |          |

### Alcaldes
Des de 2023 l'alcalde és Jordi Pla i Valor.
| Període                       | Alcalde o alcaldessa | Partit polític | Data de possessió | Observacions |
| ----------------------------- | -------------------- | -------------- | ----------------- | ------------ |
| 1979–1983                     | José Juan Cortell    | PSPV-PSOE      | 19/04/1979        | --           |
| 1983–1987                     | José Juan Cortell    | PSPV-PSOE      | 28/05/1983        | --           |
| 1987–1991                     | Rafael Gadea Martí   | PSPV-PSOE      | 30/06/1987        | --           |
| 1991–1995                     | José Marset Jordà    | PSPV-PSOE      | 15/06/1991        | --           |
| 1995–1999                     | José Marset Jordà    | PSPV-PSOE      | 17/06/1995        | --           |
| 1999–2003                     | José Marset Jordà    | PSPV-PSOE      | 03/07/1999        | --           |
| 2003–2007                     | José Marset Jordà    | PSPV-PSOE      | 14/06/2003        | --           |
| 2007–2011                     | Rafael Briet Seguí   | PSPV-PSOE      | 16/06/2007        | --           |
| 2011–2015                     | Rafael Briet Seguí   | PSPV-PSOE      | 11/06/2011        | --           |
| 2015–2019                     | Mireia Estepa Olcina | PSPV-PSOE      | 13/06/2015        | --           |
| 2019-2023                     | Mireia Estepa Olcina | PSPV-PSOE      | 15/06/2019        | --           |
| Des de 2023                   | Jordi Pla i Valor    | Compromís      | 17/06/2023        | --           |
| Fonts: Generalitat Valenciana |                      |                |                   |              |

## Educació
Cocentaina té dos col·legis públics d'educació bàsica: el Real Blanc i el Sant Joan Bosco i un de concertat, el col·legi Sant Francesc d'Assís (convent de Franciscans). Té un institut públic, l'Institut Pare Arquès i una escola de Formació de Persones Adultes (FPA Beniassent),  que té una extensió a Muro d'Alcoi. A més, té una seu universitària de la Universitat d'Alacant al palau Comtal, centrada en cursets especialitzats de temporada.
També està el Centre de Desenvolupament Rural Aitana, en què es duen a terme tasques de formació i promoció d'activitats industrials, artesanes i agrícoles.

## Edificis històrics i d'interès

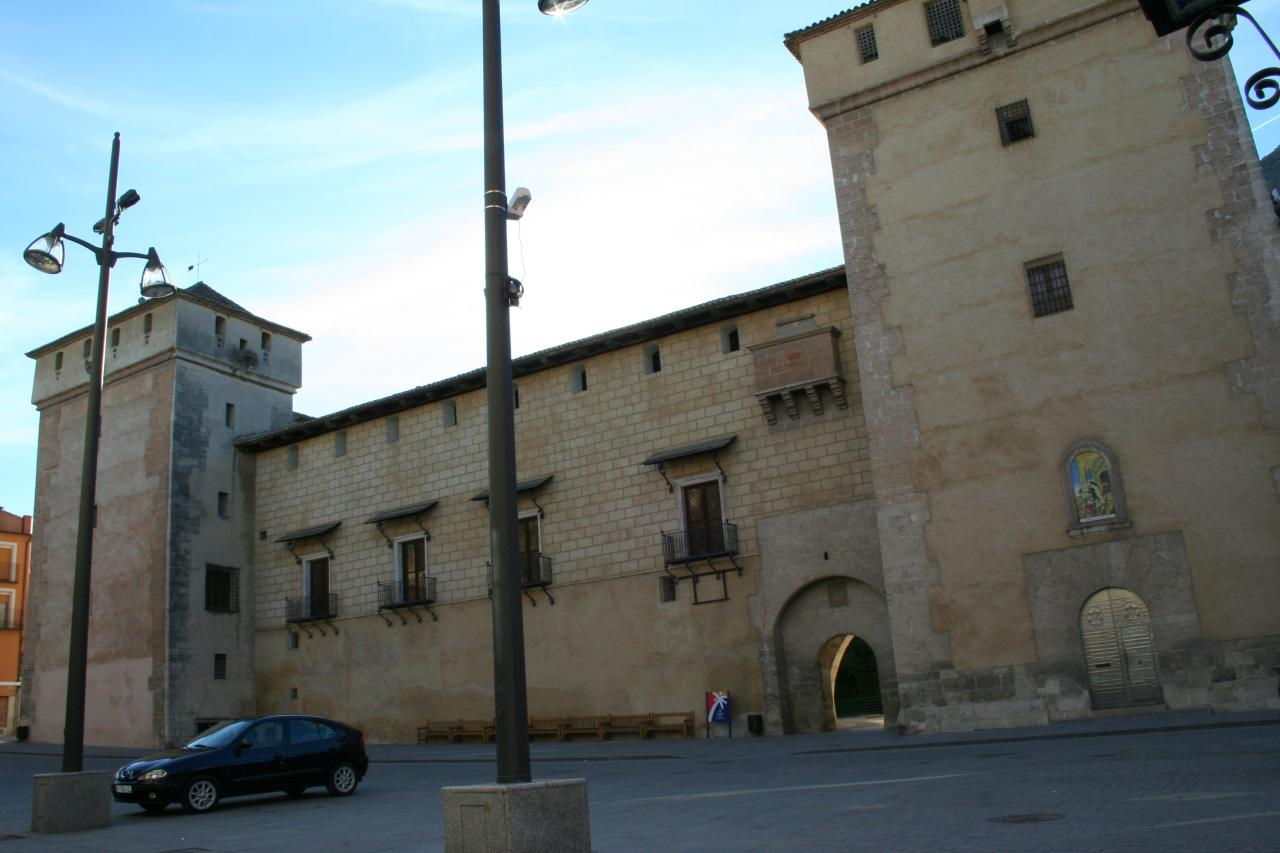
Palau Comtal

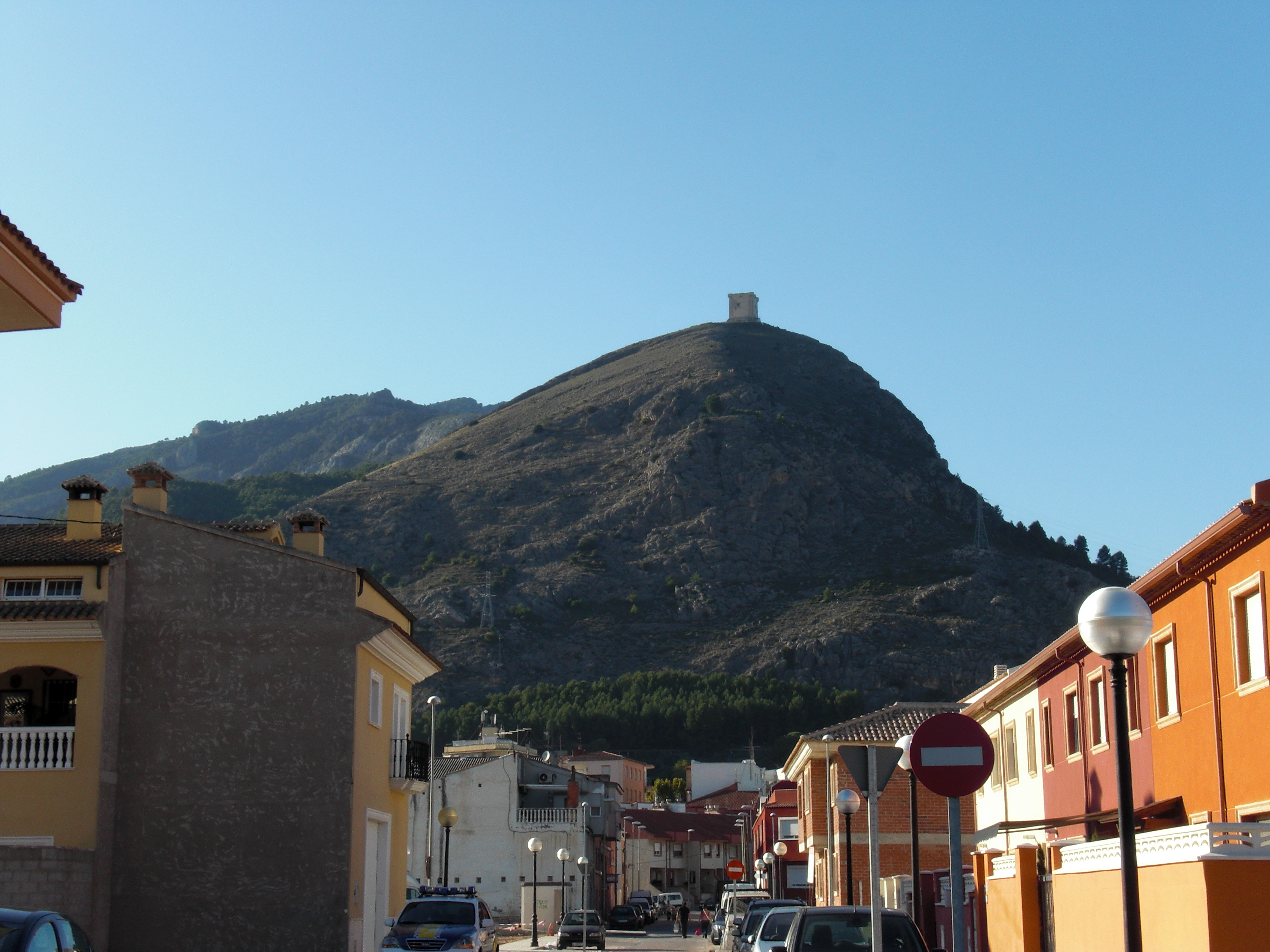
Castell

- Palau Comtal: gran edifici civil goticorenaixentista. Construït a partir d'un antic edifici islàmic en la segona meitat del segle xiii per Roger de Llúria, primer senyor feudal de Cocentaina, i posteriorment ampliat pels Corella en estil renaixentista. Annex al palau, se situa el convent de la Mare de Déu del Miracle, creat a conseqüència del miracle de les llàgrimes, ocorregut el 1520.
- Castell: edifici militar d'estil gòtic, construït a finals del segle xiii i reconstruït durant el XIV; se situa al capdamunt de la muntanya que domina la vila. És l'emblema de la ciutat.
- Castell de Penella: està fora del nucli urbà, a la partida rural de Penella. Conserva la torre de l'homenatge d'uns 4 metres de costat i uns 12 d'alçada, i un edifici rectangular adossat.
- Muralles i torres: l'antiga Cocentaina medieval cristiana (la vila) estava envoltada amb un recinte emmurallat amb 29 torres i quatre portals d'entrada, i se'n conserven actualment algunes restes.
- Raval: és l'antic barri musulmà; conserva els carrerons estrets i tortuosos, al voltant de l'antiga mesquita (actual església del Salvador).
- Església del Salvador: construïda a finals del segle xvi sobre l'antiga mesquita, respon a un model renaixentista, amb una nau única de quatre trams, capelles fornícules entre els contraforts i un tester pla més estret que l'església i unit al temple mitjançant un gran arc atrompetat.
- Església de Santa Maria: datada del segle xiii; es reconstruí en el s. XVI i es va tornar a edificar el 1666; el campanar s'acabà el 1705. Destaca la seua façana barroca.
- Casa museu del Comtat: casa del segle xviii, però amb restes gòtiques, en el centre urbà, és seu del Centre d'Estudis Contestans, i museu etnològic i arqueològic.
- Casa museu del fester, de la Federació Junta de festes de Moros i Cristians.
- Convent de Franciscans: està situat als afores i data de la primera meitat del segle xv, si bé inclou reformes i afegits dels segles XVIII i XX.
- Ermita de Santa Bàrbara.
- Ermita de Sant Cristòfol.
- Edifici Merín: d'estil racionalista.

## Festes de Moros i Cristians
| cristians              | moros                        |
| ---------------------- | ---------------------------- |
| Almogàvers             | Berbers Borts                |
| Cavalleria Ministerial | Muladíes                     |
| Contrabandistes        | Bequeteros                   |
| Creuats                | Llana                        |
| Gentils                | Kabilenyos                   |
| Maseros                | Manta Roja                   |
| Cavallers de Lluria    |                              |
| Contestans             | Mudèjars                     |
|                        | Guàrdia Jalifiana (Sahorins) |

Les festes de Moros i Cristians de Cocentaina se celebren el segon diumenge d'agost, en honor de sant Hipòlit Màrtir. La seua antiguitat no es coneix exactament, però s'estima que van començar al segle xv. Actualment, hi ha 8 filaes cristianes i 8 de mores.
A més de les festes de Moros i Cristians, també se celebra el 19 d'abril la Mare de Déu del Miracle; i el tercer dimecres de quaresma la curiosa Festa dels Nans. En els carrers de la part alta del raval de la població (carrer de la Verònica, plaça Sant Pere, etc.), cada casa o família planta un conjunt de nans que recreen situacions satíriques de la vida política del moment. Els nans són figures humanes farcides de drap o borra. L'alçada de cada nan és d'uns 1,50 metres; d'ací ve el seu nom. Normalment, es visten amb roba antiga i imiten polítics o personatges famosos.

## Fira de Tots Sants
La Fira de Tots Sants de Cocentaina fou creada el 1346 per privilegi reial de Pere III (Pere II de València) al comte de Cocentaina Roger de Llúria. És la segona fira amb més antiguitat de l'estat espanyol. Actualment se celebra durant la setmana de Tots Sants (1 de novembre), atreu cada any a més de 650.000 visitants i amb un espai d'exposicions de 70.000 m².

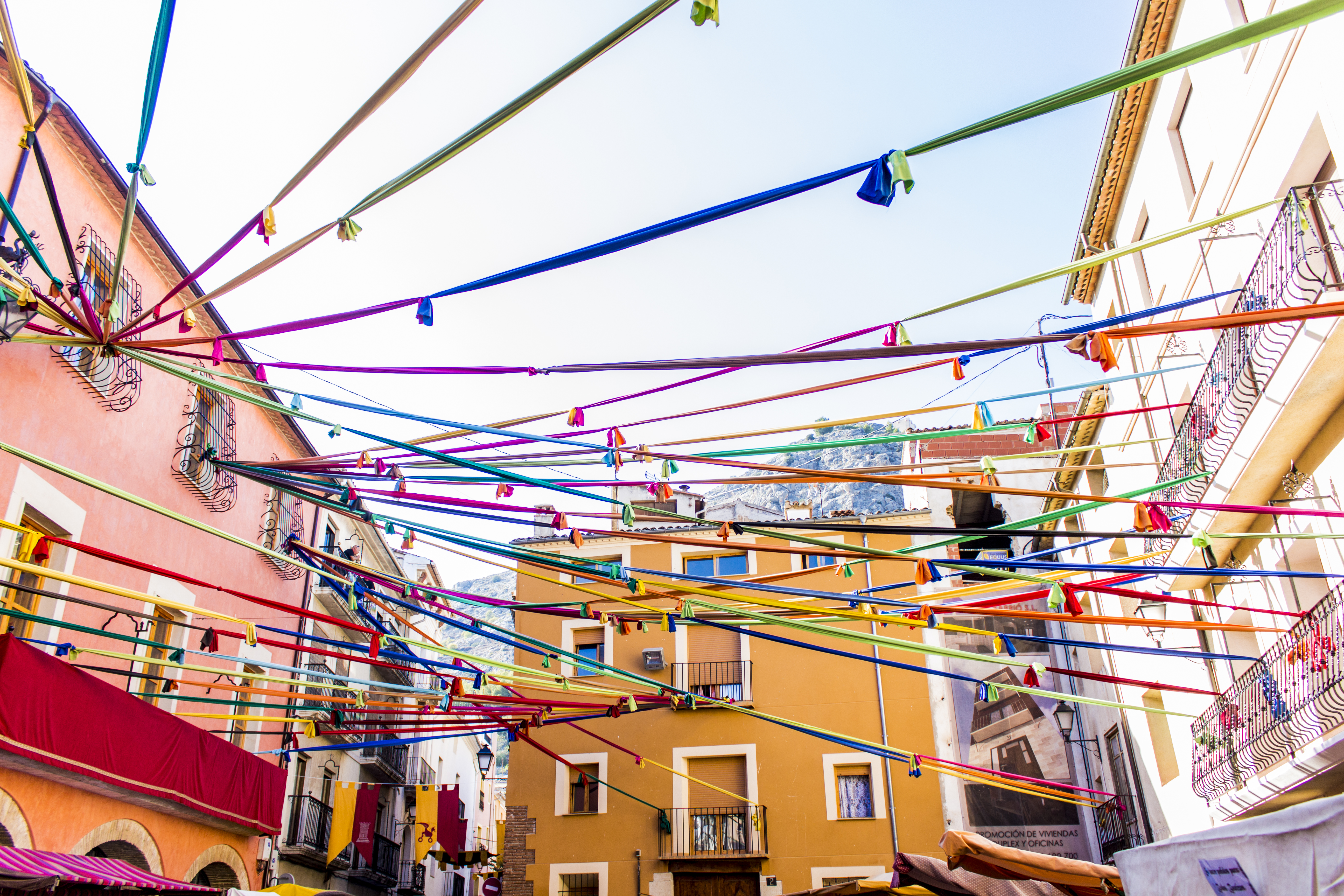
Plaça la Vila en fira

La fira està dividida en diversos espais. Un dels tradicionals és el de maquinària agrícola, que hui en dia ocupa la part central de la fira en què s'exposen cotxes, camions, maquinària agrícola i maquinària de construcció. Altres zones de la fira, són el zoc àrab, el mercat cristià, el porrat valencià, la juderia, la zona d'atraccions infantils, l'exposició d'animals, etc.

## Festa dels Nanos
El tercer dimecres de quaresma, se celebra la Festa dels Nanos, uns ninots d'un metre d'alçada fets amb roba de drap que duen penjat un cartell a través del qual expressen una crítica, ja siga positiva o negativa. Aquests ninots es pengen pels carrers del barri del Raval, davant la casa de la persona que els ha elaborat, mentre s'espera que els veïns s'acosten per observar quines reaccions tenen en veure’ls. Aquesta celebració serveix per criticar qualsevol fet ocorregut durant el darrer any, ja siga relacionat amb l'administració local o amb algun veí en concret. La celebració acaba amb una ballada de danses tradicionals a la plaça de la vila. Algunes associacions contestanes realitzen el diumenge abans del dia dels Nanos una jornada-taller perquè tot el poble participe en la creació d'aquestes figures de drap i cartró per promoure la seua difusió, salvaguarda i valoració.

## Gastronomia
Cocentaina té una gastronomia rica i típica de muntanya; entre d'altres, podem destacar: facedures de dacsa, mentirons, pericana, espencat de bacallà, olleta, borreta, arròs caldós, paella de sabater, arròs amb conill, coca de dacsa, olleta de penques i bledes, arròs al forn amb trossets i garronets, tostons, cafè licor, herbero, mentira, aiguallimó negre i mistela.

## Entitats de població
- l'Alcúdia (Cocentaina)
- els Algars
- les Alqueries de Benifloret
- Gormaig
- Penella
- Poblenou de Sant Rafael

## Contestans il·lustres
Vegeu la categoria Contestans
- Agustí d'Arquès i Jover, escriptor i historiador
- Nicolau Borràs, pintor
- Ivan Carbonell Iglesias, escriptor i professor de Secundària
- Jeroni Jacint Espinosa, pintor
- Gerard Mur Pérez, poeta
- Gustau Pascual i Falcó, músic
- Antoni Torró i Sansalvador, filòsof i teòleg
- Vicent Valls (1957 – 2014), poeta
- Carolina Ferre (1974), periodista
- Lucas Torró, futbolista

## Músics i compositors
Cocentaina sempre ha tingut renom per ser bressol de músics i compositors, sobretot de música festera (vegeu també festes de Moros i Cristians):
- Josep Vicent Egea Insa
- Ernesto Palací Garrido
- Josep Insa Martínez
- Ignacio García Vidal
- Rafael Lledó García
- Gustau Pascual Falcó
- José Pérez Vilaplana
- Just Sansalvador Cortés
- Josep Robert Sellés Camps
- Enrique Torró Insa
- Andreu Valor
- Francisco Valor Llorens

## Grups i associacions culturals contestanes

### Centre d'Estudis Contestans
El Centre d'Estudis Contestans és una associació científica de Cocentaina que ha destacat per la seua tasca en la investigació de l'art rupestre en general, i de la pintura rupestre en particular. Els seus estudis han permés conéixer i descobrir noves fases en la cronologia de l'art llevantí, com ara l'art macroesquemàtic. També han participat en tasques d'investigació d'art a nivell internacional i local.

### Altres grups i associacions[calcitació]
- Ateneu Musical
- Centre Excursionista Contestà
- Cor de Cambra Discantus
- Cor Just Santsalvador
- Grup de Danses Cocentaina
- Grup de Danses el Convent
- Grup de Danses Real Blanc
- Orquestra de Pols i Pua La Paloma
- Grup de Teatre "L'Espardenya"
- Unió Musical Contestana
- Dolçaines i Tabals el Mal Passet
- Garbera Cultural el Guaret

## Esports
- Club Deportiu Contestano
- Club Patí Contestà